# I. A třída Moravskoslezského kraje
I. A třída Moravskoslezského kraje tvoří společně s ostatními prvními A třídami šestou nejvyšší fotbalovou soutěž v České republice. Je řízena Moravskoslezským krajským fotbalovým svazem a rozdělena na skupiny A a B. Hraje se každý rok od léta do jara se zimní přestávkou, účastní se jí v obou skupinách 14 týmů z Moravskoslezského kraje, každý s každým hraje jednou na domácím hřišti a jednou na hřišti soupeře. Celkem se tedy hraje 26 kol. Vítězem se stává tým s nejvyšším počtem bodů v tabulce a postupuje do Moravskoslezského krajského přeboru. Poslední dva týmy sestupují do I. B třídy – skupiny A/B/C/D. Do I. A třídy Moravskoslezského kraje vždy postupuje vítěz I. B třídy – skupiny A/B/C/D.
- skupina A – hrají zde týmy z okresů Bruntál, Opava, Ostrava (sever)
- skupina B – hrají zde týmy z okresů Nový Jičín, Ostrava (jih), Karviná, Frýdek-Místek

## Vítězové
Zdroje: 
Vítězové I. A třídy – skupiny A
- 2002/2003 – SK Bohuslavice
- 2003/2004 – TJ Háj ve Slezsku
- 2004/2005 – TJ Sokol Kobeřice
- 2005/2006 – TJ VOKD Poruba
- 2006/2007 – SK Moravan Oldřišov
- 2007/2008 – Hájek a synové Jakubčovice
- 2008/2009 – TJ Hradec nad Moravicí
- 2009/2010 – Fotbal Opava 2004
- 2010/2011 – FK SK Polanka nad Odrou
- 2011/2012 – FK Bolatice
- 2012/2013 – TJ Jiskra Rýmařov
- 2013/2014 – TJ Sokol Kobeřice
- 2014/2015 – TJ Vítkov
- 2015/2016 – ŠSK Bílovec
- 2016/2017 – FK Stará Bělá
- 2017/2018 – SK Moravan Oldřišov
- 2018/2019 – TJ Sokol Kobeřice
- 2019/2020 – Nedohráno z důvodu Covid-19
- 2020/2021 – Nedohráno z důvodu Covid-19
- 2021/2022 – FC Vřesina
- 2022/2023 – MFK Kravaře
- 2023/2024 – FK Darkovičky

- 1989/1990 – TJ Sokol Baška
- 1993/1994 – TJ Vendryně
- 1994/1995 – TJ Dětmarovice
- 2002/2003 – Fotbal Jakubčovice
- 2003/2004 – Fotbal Fulnek
- 2004/2005 – TJ Frýdlant nad Ostravicí
- 2005/2006 – FK Havířov
- 2006/2007 – TJ Sokol Lískovec
- 2007/2008 – TJ Nový Jičín
- 2008/2009 – SK Beskyd Čeladná
- 2009/2010  – TJ Janovice
- 2010/2011 – MFK OKD Karviná „B“
- 2011/2012 – MFK Frýdek-Místek „B“
- 2012/2013 – TJ Vendryně
- 2013/2014 – SK Šenov
- 2014/2015 – SK Beskyd Frenštát pod Radhoštěm
- 2015/2016 – SK Beskyd Čeladná
- 2016/2017 – FC Vratimov
- 2017/2018 – TJ Dolní Datyně-Havířov
- 2018/2019 – TJ Bystřice nad Olší
- 2019/2020 – Nedohráno z důvodu Covid-19
- 2020/2021 – Nedohráno z důvodu Covid-19
- 2021/2022 – TJ Řepiště
- 2022/2023 – SK Stonava
- 2023/2024 – 1. SC Staré Město

Vítězové I. A třídy – skupiny B
- 1989/1990 – TJ Sokol Baška
- 1993/1994 – TJ Vendryně
- 1994/1995 – TJ Dětmarovice
- 2002/2003 – Fotbal Jakubčovice
- 2003/2004 – Fotbal Fulnek
- 2004/2005 – TJ Frýdlant nad Ostravicí
- 2005/2006 – FK Havířov
- 2006/2007 – TJ Sokol Lískovec
- 2007/2008 – TJ Nový Jičín
- 2008/2009 – SK Beskyd Čeladná
- 2009/2010  – TJ Janovice
- 2010/2011 – MFK OKD Karviná „B“
- 2011/2012 – MFK Frýdek-Místek „B“
- 2012/2013 – TJ Vendryně
- 2013/2014 – SK Šenov
- 2014/2015 – SK Beskyd Frenštát pod Radhoštěm
- 2015/2016 – SK Beskyd Čeladná
- 2016/2017 – FC Vratimov
- 2017/2018 – TJ Dolní Datyně-Havířov
- 2018/2019 – TJ Bystřice nad Olší
- 2019/2020 – Nedohráno z důvodu Covid-19
- 2020/2021 – Nedohráno z důvodu Covid-19
- 2021/2022 – TJ Řepiště
- 2022/2023 – SK Stonava
- 2023/2024 –

Poznámky:
- 1960/61 – 1964/65: Severomoravský kraj
- 1965/66 – 1968/69: Severomoravská oblast
- 1969/70 – 1971/72: Severomoravská župa
- 1972/73 – 1990/91: Severomoravský kraj
- 1991/92 – 2001/02: Slezská župa
- 2002/03 – dosud: Moravskoslezský kraj